# Manuel Bridier
Manuel Bridier, né le 8 juillet 1925 à Paris et mort le 18 juin 2003 à Ivry-sur-Seine, est un résistant et homme politique français.

## Biographie
L'engagement politique de Roger Bridier, couramment appelé « Manuel », est lié à la Résistance. Membre de la résistance communiste dès l'âge de 17 ans, il est à la Libération secrétaire général de l'union des étudiants patriotes et vice-président du front national universitaire.
D'abord collaborateur parlementaire du PCF, il adhère en 1948 au Rassemblement du peuple français du Général De Gaulle.
Secrétaire général de la Confédération générale des syndicats indépendants, il est mis en difficulté par Sulpice Dewez en 1950 et quitte ces fonctions pour devenir l'adjoint d'Yvon Morandat, secrétaire national du RPF, avec la responsabilité de l'action ouvrière du parti.
Après la dissolution du RPF, Manuel Bridier s'oriente vers les milieux gaullistes de gauche et participe à la création de l'Union démocratique du travail, en 1955.
Il se rapproche alors de la mouvance de la « Nouvelle gauche », et lors de la création de l'Union de la gauche socialiste, en 1957, il est secrétaire national à la propagande du nouveau parti.
Responsable parisien du Parti socialiste unifié lors de la création en 1960, il entre au comité politique national en 1961.
À partir de 1963, il se rapproche de Jean Poperen et siège au bureau national au titre de la motion C pendant quelques mois.
Il s'installe cette même année à Créteil. En 1965, il est candidat sur la liste d'union de la gauche lors des municipales, et se présente ensuite à diverses élections (cantonales, législatives) dans cette ville, sans jamais être élu.
Revenu au bureau national avec la majorité qui porte Michel Rocard à la tête du parti, en 1967, il évolue politiquement après mai 68 et adhère ensuite à la tendance « gauche ouvrière et paysanne », animée notamment par Gustave Massiah, il siège au bureau national du PSU jusqu'en 1971. Il quitte ensuite, avec la GOP, le PSU.
Après cette date, tout en restant politiquement actif localement, il n'assume plus de responsabilités de premier plan.

## Distinctions
- Médaille de la Résistance française par décret du 10 janvier 1947[4].

## Roman
- Le plaisir de Dieu, Les Editions de Minuit, 290 p.[5]

## Sources
- BRIDIER Manuel [BRIDIER Roger, Georges, Alexandre dit], Dictionnaire biographique, mouvement ouvrier, mouvement social, notice de Jean Péaud et Gilles Morin, version mise en ligne le 20 octobre 2008, dernière modification le 1er décembre 2016[6].